# Kullings härads valkrets
Kullings härads valkrets var vid riksdagsvalet till andra kammaren 1878 en egen valkrets med ett mandat. Valkretsen, som således omfattade Kullings härad, uppgick i valet 1881 i den återbildade Vättle, Ale och Kullings domsagas valkrets.

## Riksdagsman
- Axel Rutensköld (1879–1881)